# Eustrotia ora
Eustrotia ora är en fjärilsart som beskrevs av William Schaus 1913. Eustrotia ora ingår i släktet Eustrotia och familjen nattflyn. Inga underarter finns listade i Catalogue of Life.